# Inégalité de Jackson
En théorie de l'approximation, l'inégalité de Jackson est une inégalité bornant l'erreur commise par la meilleure approximation d'une fonction par des polynômes algébriques ou trigonométriques en termes du module de continuité ou du module de régularité de la fonction ou de ses dérivées. De manière informelle, l'inégalité traduit le fait plus la fonction est lisse, mieux elle peut être approchée par des polynômes.

## Énoncé: polynômes trigonométriques
Pour les polynômes trigonométriques, le résultat suivant a été démontré par Dunham Jackson :
Théorème 1 : Si {\displaystyle f:[0,2\pi ]\to \mathbb {C} } est une fonction périodique différentiable r fois telle que
{\displaystyle \left|f^{(r)}(x)\right|\leq 1,\qquad x\in [0,2\pi ],}
alors, pour chaque entier strictement positif {\displaystyle n}, il existe un polynôme trigonométrique {\displaystyle T_{n-1}} de degré au plus {\displaystyle n-1} tel que
{\displaystyle \left|f(x)-T_{n-1}(x)\right|\leq {\frac {C(r)}{n^{r}}},\qquad x\in [0,2\pi ],}
où {\displaystyle C(r)} dépend uniquement de {\displaystyle r}.
Le théorème d'Akhiezer-Krein-Favard donne la valeur exacte de {\displaystyle C(r)} (appelée constante d'Akhiezer-Krein-Favard ) :
{\displaystyle C(r)={\frac {4}{\pi }}\sum _{k=0}^{\infty }{\frac {(-1)^{k(r+1)}}{(2k+1)^{r+1}}}~.}
Jackson a également prouvé la généralisation suivante du théorème précédent :
Théorème 2 : On peut trouver un polynôme trigonométrique {\displaystyle T_{n}} de degré {\displaystyle \leq n} tel que
{\displaystyle |f(x)-T_{n}(x)|\leq {\frac {C(r)\omega \left({\frac {1}{n}},f^{(r)}\right)}{n^{r}}},\qquad x\in [0,2\pi ],}
où {\displaystyle \omega (\delta ,g)} désigne le module de continuité de la fonction {\displaystyle g} avec le pas {\displaystyle \delta .}
Un résultat encore plus général de quatre auteurs peut être formulé comme le théorème de type Jackson suivant.
Théorème 3 : Pour tout entier {\displaystyle n} positif, si {\displaystyle f} est une fonction {\displaystyle 2\pi }-périodique, il existe un polynôme trigonométrique {\displaystyle T_{n}} de degré {\displaystyle \leq n} tel que
{\displaystyle |f(x)-T_{n}(x)|\leq c(k)\omega _{k}\left({\tfrac {1}{n}},f\right),\qquad x\in [0,2\pi ],}
où la constante {\displaystyle c(k)} dépend de {\displaystyle k\in \mathbb {N} ,} et {\displaystyle \omega _{k}} est le module de régularité d'ordre k.
Pour {\displaystyle k=1} ce résultat a été prouvé par Dunham Jackson. Antoni Zygmund a prouvé l'inégalité dans le cas où {\displaystyle k=2,\omega _{2}(t,f)\leq ct,t>0} en 1945. Naum Akhiezer a prouvé le théorème dans le cas {\displaystyle k=2} en 1956. Pour {\displaystyle k>2} ce résultat a été établi par Sergey Stechkin en 1967.

## Remarques complémentaires
Les généralisations et les extensions sont appelées théorèmes de type Jackson. L'inverse de l'inégalité de Jackson est donné par le théorème de Bernstein. Voir également théorie de la fonction constructive.